# Revillo
Revillo è un centro abitato (town) degli Stati Uniti d'America, situato nella contea di Grant nello Stato del Dakota del Sud. La popolazione era di 119 persone al censimento del 2010.
Il nome della città deriva probabilmente dalla grafia al contrario del nome proprio "Olliver".

## Geografia fisica
Revillo è situata a 45°00′58″N 96°34′14″W (45.016029, -96.570641).
Secondo lo United States Census Bureau, ha un'area totale di 0,17 miglia quadrate (0,44 km²).

## Società

### Evoluzione demografica
Secondo il censimento del 2010, c'erano 119 persone.

### Etnie e minoranze straniere
Secondo il censimento del 2010, la composizione etnica della città era formata dal 98,3% di bianchi e l'1,7% di due o più etnie.